# 동부검은손타마린
동부검은손타마린(Saguinus ursulus)은 신세계원숭이에 속하는 타마린의 일종이다. 아마존 우림과 카팅가 및 세하두 지역 사이의 천이 지대에 위치한 마라냥주 토칸칭스강과 강 동부 지역 사이의 브라질 북동부 지역에서 발견된다.

## 특징
동부검은손타마린은 얼굴에 털이 없고 정면은 검고 옆면은 좀더 밝은 색을 띤다. 귀도 털이 없고 검으며 약 28 × 30 mm 크기로 길다. 온 몸이 단색의 검은 털로 덮여 있다. 어깨뼈부터 꼬리 밑까지 중앙부에만 검은색과 금색 줄무늬(아구티털)가 있는 털이 나 있다. 털 길이는 26~28mm이고 피부쪽과 털 끝은 검은 반면에 가운데(5~5.5mm) 부분은 금색을 띤다. 뒷 쪽 털은 굵고 헝클어져 보인다. 목과 목구멍, 가슴, 앞다리는 무성하지 않은 거무스레한 털로 덮여 있다. 배쪽과 앞다리 그리고 뒷다리 안쪽 털은 거무스레하거나 흑갈색이다. 꼬리는 털이 굵고 검다.

## 분류학
동부검은손타마린은 1807년 다른 타마린과 함께 독일 과학자 요한 호프만제크(Johann Centurius Hoffmannsegg)가 타마린속의 모식종으로 기술했다. 나중에 동부검은손타마린은 검은타마린(Saguinus niger)의 이명으로 간주되었다. 2013년 동부검은손타마린은 분자생물학 정보와 털 색의 차이때문에 마침내 재검증되었다. 동부검은손타마린은 3개의 기아나, 기아나와 아마존강 하류 사이의 지역에서 발견되는 근연종 붉은손타마린(Saguinus midas), 싱구강과 토칸칭스강 사이에 분포하는 검은타마린과 함께 타마린속의 붉은손타마린(S. midas) 군에 포함된다. 동부검은손타마린과 검은타마린은 종분화 과정에서 발생했고 토칸칭스강이 두 종을 지리적으로 서로 고립시켰다.